# 2010年ゲリー・ウェバー・オープン
2010年ゲリー・ウェバー・オープン(2010 Gerry Weber Open)は、2010年6月5日から6月13日にかけて、ドイツ・ノルトライン＝ヴェストファーレン州ハレのゲリー・ウェバー・スタディオンにて開催された男子プロテニスツアーのATP250シリーズトーナメント大会である。サーフェスは屋外グラスコート。本年で通算18回目の開催となる。

## シングルス

### シード選手
| 選手                         | 国             | ランキング* | シード |
| ---------------------------- | -------------- | ----------- | ------ |
| ロジャー・フェデラー         | スイス         | 2           | 1      |
| ニコライ・ダビデンコ         | ロシア         | 5           | 2      |
| ミハイル・ユージニー         | ロシア         | 14          | 3      |
| フアン・カルロス・フェレーロ | スペイン       | 18          | 4      |
| ラデク・ステパネク           | チェコ         | 20          | 5      |
| ユルゲン・メルツァー         | オーストリア   | 27          | 6      |
| マルコス・バグダティス       | キプロス       | 30          | 7      |
| レイトン・ヒューイット       | オーストラリア | 33          | 8      |

- 2010年5月31日付のATPランキングに基づく。

### 主催者推薦
以下の3名が主催者推薦により本戦に出場した。
- アンドレアス・ベック
- ニコラス・キーファー
- ミーシャ・ズベレフ

### 予選勝者
以下の4名が予選を勝ち上がり本戦に出場した。
- ロハン・ボパンナ
- アレクサンドル・クドリャツェフ
- ミハイル・レドフスキフ
- ノアム・オクン

その他以下の1名がラッキールーザーで本戦に繰り上がった。
- ドミニク・メファート

## 優勝

### シングルス
レイトン・ヒューイット def.  ロジャー・フェデラー, 3–6, 7–6(4), 6–4
- ツアーシングルスの対フェデラー戦で15連敗中であったヒューイットがフルセットの接戦を制し優勝。ヒューイットにとって今シーズン初、キャリア通算28度目のツアーシングルス優勝となった[1]。また準優勝となったフェデラーは、2003年から続いていた同大会連勝記録が「29」で途絶える事となった[2]。

### ダブルス
セルジー・スタコフスキ /  ミハイル・ユージニー def.  マルティン・ダム /  フィリップ・ポラセク 4–6, 7–5, [10–7]
- スタコフスキにとって今シーズン初、キャリア通算2度目のツアーダブルスタイトル獲得となり、ユージニーにとって今シーズン初、キャリア通算7度目のツアーダブルスタイトル獲得となった[3]。